# Ánimo de lucro
El ánimo de lucro o lucratividad, es la realización de un acto o de una actividad o de un emprendimiento, es la búsqueda de una ganancia individual, de un provecho, de una ventaja, de un superávit individual
Se considera que tiene intencionalidad lucrativa cualquier tipo de empresa privada que funcionen con base al modelo capitalista.
Lo opuesto a las estructuras lucrativas, lo constituye todo sistema económico compuesto también de estructuras y de mecanismos, pero en donde la ganancia o el lucro no es el objetivo central y final. Los objetivos fundamentales de las actividades y de los emprendimientos no lucrativos, pueden ser entonces el interés general, o la utilidad pública, o el progreso social o científico o cultural o educativo, etc. En estos casos se dice que los emprendimientos son a título no lucrativo. Pero atención, por ejemplo una asociación a título no lucrativo o con objetivo no lucrativo, tiene todo el derecho y la posibilidad de vender bienes, servicios, derechos, o lo que sea, en la medida que las eventuales ganancias que así se pudieran obtener, no sean en algún momento distribuidas entre los asociados. La no lucratividad de un emprendimiento o de una organización no implica el no comercio, sino que implica la no distribución de utilidades en ningún momento y forma; son consideradas como no lucrativas, las empresas públicas así como algunas empresas de la economía social (cooperativas de iniciativa social, mutualistas, asociaciones no lucrativas, etc).

## Derecho de contratación
Se denomina ánimo de lucro, en Derecho, a la intención de una persona de incrementar su patrimonio, en forma legal y lícita, mediante un determinado acto jurídico o muchas otras esferas del derecho, resaltando la esfera del derecho de contratación y la del derecho penal.
El ánimo de lucro, en todos los contratos onerosos es la causa o elemento fundamental del contrato, que motiva, al menos a una de las partes, a contratar (normalmente, la que recibe el precio).

## Derecho penal
El ánimo de lucro es un elemento que interviene en muchos delitos, principalmente aquellos delitos contra la propiedad. La existencia de ese ánimo de lucro sirve para indicar la exigencia de una intencionalidad en hacer el acto ilícito, con el fin egoísta de enriquecer su patrimonio a costa del de su víctima. Nótese que en muchos de estos delitos, lo que el delincuente obtiene o recibe es muy inferior a lo que pierde su víctima, puesto que la diferencia se diluye o queda en la ejecución de los actos, o en la cadena de intermediarios que luego intervienen.